# 老红卫兵
老红卫兵是文化大革命中最早出现的红卫兵派别，一般指1966年8月18日毛澤東接見紅衛兵之前成立的紅衛兵组织的成员，其代表性組織是1966年5月29日成立的清華大學附屬中學紅衛兵和6月2日成立的北京大學附屬中學紅旗戰鬥小組:5。老紅衛兵大多为高干子弟，活跃于1966年6—9月，红八月期间达到高潮。老紅衛兵主要集中在北京市的中學，但是在毛澤東的支持下，開創了紅衛兵運動的範式，其影響遍及全國。在各地學生紛紛仿效北京成立紅衛兵組織並出現派別分歧之後，「老紅衛兵」就成為建立最早、資格最老的一批紅衛兵的派別名稱:5。
老紅衛兵的特徵是:6：率先在學校「造反」、批判學校領導和老師的「修正主義」路線、在運動中堅持不受工作組約束、宣揚實行家庭出身歧視（血統論）的「階級路線」、衝擊所謂舊文化、打擊階級敵人（“黑五类”）， 而反對把運動的矛頭指向黨政領導幹部、反對普遍衝擊文教界之外的「黨內當權派」。

## 历史

### 教育革命
1964年以後，毛澤東多次批評教育界，從對教育方法的批判，發展到從政治上全面否定教育界，號召學生在學校革命、「造反」。毛澤東批評教育界的講話在幹部子女中流傳，引發了1964-1965年间北京的四、六、八學潮，成爲紅衛兵造反的預演:9。
1966年5月7日，毛澤東發出了「教育革命」的號召：「學制要縮短，教育要革命，資產階級知識分子統治我們學校的現象，再也不能繼續下去了。」:91966年6月初，許多中學，特別是幹部子女集中的重點學校，踴現出一批帶頭批判本校領導和教師的學生，其中幹部子女佔大多數，當中大部分人後來成為老紅衛兵的領袖或骨幹:9。

### 血統論與反對工作組
北京教學水平比較高的中學，如清華附中、北大附中、北京四中、師大女附中學校，往往既集中幹部子女，又集中了舊精英（尤其是文化精英）的子女，例如知識分子、專業技術人員、職員、資本家的子女。前者的優勢在於政治，而後者的優勢常常在於專業學習。“老紅衛兵”提出的教育革命要求，重點之一即是貫徹階級路線，對學生實行家庭出身的歧視性區別對待政策:12。
在清华附中、北大附中等学校内，工作組進駐后，“老红卫兵”最初受到支持。但随后产生分歧:20-22：
- 紅衛兵傾向于「唯我獨左，唯我獨革（命）」，主張進一步批判鬥爭學生；而工作組因循1957年反右運動的政策，在中學生當中，一般不打擊右派分子、 反革命分子；
- 紅衛兵组织是自發成立的，具有较强的独立性，突破了黨組織全面、直接、嚴格控制一切羣眾組織的常規；工作组不能容忍不受领导的紅衛兵組織的長期存在；
- 紅衛兵不把工作組放在眼裏，工作組的上層消息不一定比他們靈通，工作組領導人的官階不及他們當中很多人的家長；

雙方的矛盾日漸尖銳。6月24日、7月4日、7月27日，清华附中先后贴出《论无产阶级的革命造反精神万岁》、《再论无产阶级的革命造反精神万岁》、《三论无产阶级的革命造反精神万岁》三篇大字报反對工作組，断言：“革命就是造反，毛泽东思想的灵魂就是造反。”前两篇大字报于7月28日前后经江青转交毛泽东，毛泽东于8月1日中共八届十一中全会开幕首日亲笔回复，即《毛主席给清华附中红卫兵的一封信》，对清华附中红卫兵运动表示坚决的支持，“红卫兵”自此蓬勃发展。
在工作組被毛澤東撤銷后，北京的另一些學校例如北京四中、六中、八中的高級幹部子女從依靠工作組迅速轉到批評工作組，也加入了老紅衛兵的行列，並且以顯赫的家庭背景在紅衛兵中享有了核心的地位:22。

### 破四舊與紅八月
1966年8月17日，北京二中紅衛兵醞釀「破四舊」的倡議，8月18日，毛泽东在天安门接见红卫兵之后，首都北京的红卫兵开始走上街头“破四旧”，並迅速發展成波及全國的運動。紅衛兵的「破四舊」不僅僅是散發傳單和通牒，更換街道標牌和商店的招牌，在大街上宣傳毛澤東思想，更採取強制和暴力活動製造「紅色恐怖」：包括砸毀文物古跡、焚燒圖書、搗毀寺院教堂、對所謂「五類分子」、「黑幫」、「牛鬼蛇神」的住所實行搜査，沒收私人財產，驅逐「四類分子」以及其他一些被認為有嚴重政治歷史問題的人離開北京等城市:25。老紅衛兵攻击对象主要是四旧、黑五类、知识分子（包括所属中小学的教师）。例如，8月5日，师大女附中副校长卞仲耘被该校紅衛兵打死，有说法称打人者包括邓榕，刘亭。又如，习仲勋因《刘志丹》案于1963年被打成“习贾刘”反党集团之首，习近平就从红五类变成了黑五类（“反党分子”子弟），在1966年红八月期间（当时13岁的习近平为六年级小学生）被北京市八一学校的老红卫兵批斗。据习近平后来回忆，两年后他又被造反派批斗。
老紅衛兵的主流派，在殘酷地打擊傳統「階級敵人」的同時，明確無誤地反對衝擊領導幹部。8月25日，首都红卫兵纠察队西城分队（简称“西纠”）成立。26 日發佈第二号通令説：「一切組織和個人都不得攔截首長汽車，不得搜査首長宿舍。」，次日的第三号通令又要求：「絕不允許任何人無理勒令革命老首長搬家，辭退保姆，交出電視、沙發、汽車等，我們要堅決粉碎敵人的階級報復，堅決反對絕對平均主義。」

### 反對中央文革小組
虽然中央文革小组支持“老红卫兵”以批判工作组，但也倾向于反对“老红卫兵”的“阶级路线”，如在这些紅衛兵鼓吹「老子英雄兒好漢，老子反動兒混蛋」的對聯的時候，江青提出了批評性的勸告：「我不完全同意（對聯）」，並稱其為「封建術語」，要求紅衛兵不要在這個問題上爭論下去，妨礙實現文化大革命的主要目標:18。9月25日，陈伯达在接见外地红卫兵时，提出高级干部子女把持领导权对运动不利，并以个人名义建议：高级干部子女在文化大革命运动中占有领导岗位的，应该让出来，让普通的工农子弟领导文化大革命。
1966年10月毛澤東發動「批判資產階級反動路線」運動，將羣眾運動的鬥爭矛頭引向黨政領導「當權派」，老紅衛兵日益受到打擊，其賴以維繫特殊地位的革命父母——領導幹部受到了衝擊，其「階級路綫」被中央文革小组组长陈伯达指責為「血統論」:18。老紅衛兵感覺到文化大革命不再是他們想像中的革命，中央文革小組也不再是他們的支持者，因而逐漸走向反抗:18。12月5日，首都中学红卫兵联合行动委员会（简称“联动”）正式宣告成立，提出批判「資產階級反動路線的新形式」，其实就是反对「批判資產階級反動路線」。“聯動”的政治要求主要是：
- 反對普遍衝擊領導幹部，即「反對亂揪革命老前輩！」；
- 反對打擊以幹部子弟為核心的“老紅衛兵”；
- 反對中央文革小組支持造反派把鬥爭的矛頭指向領導幹部和老紅衛兵。

中央文革小組在反對工作組的時侯，聲稱不准把羣眾打成反革命，為被工作組打成反革命的羣眾平反，但是當面對“聯動”和保守派的激烈反抗時，它卻毫不含糊地把“聯動”打成「反動組織」，“聯動”組織了數次衝擊公安部的行動，要求釋放被抓的「戰友」，結果招致更沉重的打擊:32。1967年1月，中央文革下令逮捕“联动”成员，老红卫兵自此失势。
毛澤東1967年2月談道：紅衛兵也是不斷分化的，夏季是革命的，冬季變成反革命的:32。 

## 辨别
“老红卫兵”和“保守派”红卫兵的区别主要在于:36：
- 成為保守派的學生在工作組（或黨委）領導運動時期，很少有獨立的声音，他們通常是按照工作組的意圖行事，也沒有成立紅衛兵組織；
- 老紅衛兵政治權利的依據來自血緣關係的「老子英雄」——領導幹部的家庭背景，而保守派的政治依據則來自政治關係——工作組或黨委的培養和扶植。